# Яфа

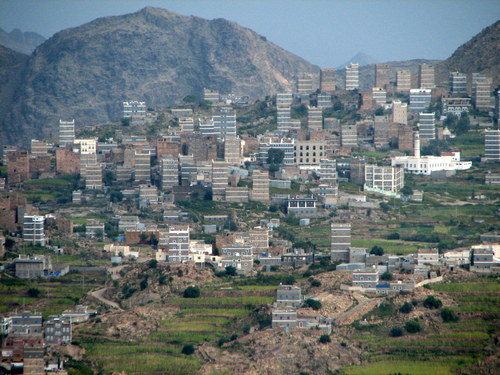

Яфа (араб. يافع‎) — название племени в Йемене. Это одно из самых крупных племён, произошедшее от древних химьяритов. Согласно известному арабскому специалисту по генеалогии Аль Хамадани (893—945 гг.), генеалогия Яфа выглядит следующим образом: «Яфа бин Кавель бин Заид бин Наита бин Шархабель бин Аль Харт бин Ярим ту Раин бин Заид бин Сахал бин Амер бин Каис бин Муавия бин Джошом бин Абд Шамс бин Ваэль бин Аль Гавт бин Аль Хумайса бин Химьяр».
На протяжении веков Яфа пережило смену различных племенных форм. В настоящее время оно разделен на два основных племени: Яфа бани Касид и Яфа бани Малик. В каждом из них по пять больших племён.
Яфа бани Касид состоит из: Калади (كلدي), Саади (سعدي), Йязиди (يزيدي) и Накхиби (ناخبي) яхари (يهري).
Яфа бани Малик состоит из: Мофлахи (مفلحي), Мосити (موسطي), Дхабби (ظبي), Бойси (بعسي) и Хадхарами (حضرمي).
Яфа — это также общее название района, где проживают племена Яфа Бани Касид и Яфа Бани Малик. Он расположен к северо-востоку от города Аден и состоит из Верхней Яфы и Нижней Яфы.
Слово Яфа обозначает как географический район, так и населяющее его племя или племена. В древности его также называли Досом или Саро Химьяр.
Лишь немногие европейцы побывали в горах Яфа. Хотя племя Яфа и было ослаблено внутренними разногласиями, они могли сплотиться, чтобы сохранить свою независимость при угрозе иностранного вторжения. Исторически сложилось так, что многие мужчины Яфа выезжали за границу, чтобы служить наёмниками в армиях арабских и азиатских держав. Хадрамаут, чья правящая династия Ку’айти была по происхождению Яфа, был центром миграции Яфа. Несмотря на наличие отношений с внешним миром, народ Яфа не желает вмешательства в их внутренние дела.